# Sinuciderea în Japonia
|  | Graficele sunt indisponibile din cauza unor probleme tehnice. Mai multe informații se găsesc la Phabricator și la wiki-ul MediaWiki. |

În Japonia, sinuciderea este considerată o problemă socială mare. În 2017, țara avea a șaptea cea mai mare rată a sinuciderii din  OECD, de 14.9 per 100,000 de persoane.
În timpul crizei financiare asiatice din 1997, rata sinuciderii s-a mărit considerabil, crescând cu 34.7% doar în 1998 și rămânând relativ înaltă în următoarea perioadă. După atingerea punctului culminant în 2003, rata sinuciderii a început să scadă treptat, ajungând la cel mai scăzut record (din 1978 încoace) în 2019.
Șaptezeci de procente din sinuciderile din Japonia sunt ale persoanelor de sex masculin, aceasta fiind cauza principală a deceselor bărbaților cu vârsta între 20 și 44 de ani.
Istoric, atitudinile culturale față de sinucidere în Japonia au fost descrise ca fiind „tolerante”, anumite tipuri de sinucidere fiind considerate ononrabile, în special în timpul serviciului militar. De exemplu, seppuku a fost o formă de sinucidere ritualică prin auto-dezmembrare practicată în principal de samurai pentru a evita dezonoarea, de exemplu după înfrângerea în bătălie sau după facerea de rușine a propriei persoane. În timpul celui de- Al Doilea Război Mondial, Imperiul Japonez folosea în mod regulat kamikaze și atacuri sinucigașe de tip banzai (valuri umane) și încuraja sinuciderea ca alternativă preferabilă la capturare.